# Уйчи
Уйчи (узб. Uychi / Уйчи) — городской посёлок (с 1984 года), административный центр Уйчинского района Наманганской области Узбекистана.
Посёлок расположен в 5 км от железнодорожной станции Чартак (на линии Наманган — Учкурган).

## Население
| 1989   |
| ------ |
| 14 088 |